# كارل فريدريك فينزيل
كارل فريدريك فينزيل (بالألمانية: Carl Friedrich Wenzel)‏ هو خبير بالمعادن ومهندس وكيميائي ألماني، ولد في 1740 في درسدن في ألمانيا، وتوفي في 26 فبراير 1793 في فرايبرغ في ألمانيا.